# 常啟胤
常啟胤，山西承宣佈政使司翼城縣人。明朝解元、政治人物。

## 生平
明神宗萬曆三十四年（1606年），中式丙午科山西鄉試第一名舉人（解元）。